# Leçons d'amour à l'italienne
Série
Leçons d'amour à l'italienne 2
(2007)
Pour plus de détails, voir Fiche technique et Distribution.
Leçons d'amour à l'italienne (Manuale d'amore) est une comédie romantique italienne en quatre sketches réalisée par Giovanni Veronesi, sortie en 2005.

## Synopsis
Innamoramento
Giulia et Tommaso se croisent par hasard et Tommaso a le coup de foudre. Bien qu'au début Giulia ne veuille rien savoir du jeune prétendant, elle se laisse progressivement séduire entre dîner romantique, anecdotes familiales et oubli de sac à main. La demande en mariage et la cérémonie proprement dite s'ensuit.
Crisi
Barbara et Marco sont un couple en crise, proche de la séparation. Elle est l'épouse classique pleine d'initiatives que son mari décourage les unes après les autres. Leur vie en commun se fait de plus en plus ennuyeuse au fil du temps.
Tradimento
Une policière municipale est trompée par son mari. Elle passe sa colère sur les automobilistes, devenant la policière le plus impitoyable de Rome. Elle finit par elle-même tromper son mari. Après quoi, le couple se retrouve.
Abbandono
Goffredo est abandonné par sa femme Margherita. Après plusieurs tentatives désastreuses de vengeance et de reconquête, Goffredo se résigne (« Je ne suis pas assez fort pour supporter ce détachement, je ne suis pas de ceux qui décident d'arrêter de fumer et de jeter le paquet »). Mais au comble du désespoir, il aperçoit le visage amical de Livia, la sœur de Tommaso. Ils deviennent des confidents et le film se termine sur leur promenade sur la plage, vers un rendez-vous qui augure bien pour tous les deux.

## Fiche technique
- Titre original : Manuale d'amore
- Titre français : Leçons d'amour à l'italienne
- Réalisation : Giovanni Veronesi
- Scénario : Giovanni Veronesi, Vincenzo Cerami et Ugo Chiti
- Musique : Paolo Buonvino
- Pays d'origine :  Italie
- Genre : comédie romantique à sketches
- Date de sortie :
  - Italie : 7 mars 2005 (Turin) ; 18 mars 2005 (sortie nationale)
  - France : 30 octobre 2005 (Festival du film italien de Villerupt) ; 5 juillet 2006 (sortie nationale)

## Distribution
- Carlo Verdone : Goffredo
- Luciana Littizzetto : Ornella
- Silvio Muccino : Tommaso
- Sergio Rubini : Marco
- Margherita Buy : Barbara
- Jasmine Trinca : Giulia
- Rodolfo Corsato : Alberto Marchese
- Dino Abbrescia : Gabriele
- Sabrina Impacciatore : Luciana
- Anita Caprioli : Livia
- Anna Orso : la mère de Margherita